# Revisionismus
Der Begriff Revisionismus (lateinisch revidēre „wieder hinsehen“) steht für Versuche, eine als allgemein anerkannt geltende historische, politische oder wissenschaftliche Erkenntnis und Position (Konsens) nochmals zu überprüfen, in Frage zu stellen, neu zu bewerten oder umzudeuten. Der Begriff wird sowohl von den Befürwortern als auch von den Gegnern solcher Revisionen verwendet.

## Überblick
Der Begriff wurzelt historisch in der „Revisionismusdebatte“ (1896 ff.) der deutschen Sozialdemokratie. Er bezeichnet dort eine prinzipielle Abweichung vom ursprünglichen theoretischen Marxismus: Entgegen dessen Annahmen sei der Kapitalismus nicht durch eine Sozialrevolution zu überwinden, sondern nur durch Reformen allmählich zu verbessern (Reformismus). In diesem Sinn bezeichneten bestimmte Richtungen des Kommunismus sinngemäß später auch den Stalinismus sowie dessen Anhänger wiederum Versuche einer Entstalinisierung als Revisionismus.
In der Wissenschaft allgemein und auch in Geschichtswissenschaft wird oft ohne bestimmte politische Konnotation von Revision gesprochen, wo es um Überprüfung oder Änderung eines bis dahin herrschenden Geschichtsbildes geht. Diese kritische Grundhaltung und Offenheit für neue Quellen gehört zu den Aufgaben jedes Wissenschaftlers und jedes Historikers. Die Wissenschaftstheorie des Kritischen Rationalismus macht z. B. die ständige Überprüfung bestehender Kenntnisse bei vorliegenden neuen Untersuchungen zum wesentlichen Prinzip wissenschaftlicher Arbeit. Davon unterscheiden muss man die seit 1945 tätigen rechtsextremen „Revisionisten“. Dieser Revisionismus hat das Ziel, sich selbst einen „wissenschaftlichen Status zuzuschreiben und sich selbst als wissenschaftliche Bahnbrecher neuerer Erkenntnisse“ vorzustellen. Unter diesem Revisionismusetikett wird eine pseudowissenschaftliche, methodisch auf Ignorieren von erwiesenen und Erfinden angeblicher Tatsachen beruhende Geschichtsklitterung und Geschichtsfälschung mit dem Ziel einer Erneuerung des Nationalismus betrieben.
Im Völkerrecht und in der internationalen Politik wird als Revisionismus das Bestreben bezeichnet, Grenzziehungen und andere in völkerrechtlichen Verträgen vereinbarten Regelungen zu ändern.
Als „revisionistisch“ wurden auch Staaten bezeichnet, die eine Umkehrung einer für sie unvorteilhaften Machtverteilung anstrebten. So wurde das Deutsche Reich nach der Unterzeichnung des Versailler Vertrages in internationalen Beziehungen so genannt, und der britische Wirtschaftswissenschaftler Robert Skidelsky charakterisierte das postsowjetische Russland als eine „revisionistische Macht“.
Als Selbstbezeichnung erschien „Revisionismus“ auch in der sozialhistorischen Wissenschaft der 1970er und 1980er Jahre, die den Stalinismus erforschte und dabei die Totalitarismusthese zu revidieren versuchte.

## Sozialdemokratie
Als Revisionismus bezeichneten führende Theoretiker und Politiker der SPD ab 1899 Positionen ihrer innerparteilichen Gegner, die von deren bisherigen Zielen abwichen und deren Realisierung aufgaben. Hauptvertreter dieser Richtung war Eduard Bernstein, der den praktischen Teil des Erfurter Programms der SPD von 1891 verfasst hatte. Er trat nun mit der These hervor, dass die bisherige Ausrichtung auf Klassenkampf und Abschaffung des Kapitalismus durch die Realität überholt sei. Dieser habe sich als krisenfest und anpassungsfähig erwiesen, so dass die SPD nur im Rahmen der bestehenden Produktionsweise durch Sozialreformen Verbesserungen für die Arbeiter und eine allmähliche Angleichung des Lebensstandards erreichen könne („Der Weg ist mir alles, das Ziel ist mir nichts“). Als wichtigstes Publikationsorgan des sozialdemokratischen Revisionismus galten die Sozialistischen Monatshefte, die von Joseph Bloch herausgegeben wurden. Bloch sah sich der SPD verbunden, die Zeitschrift war aber von der Partei unabhängig.
Die reformerische Position wurde von der Parteimehrheit abgelehnt. Wie die Parteilinken (u. a. Rosa Luxemburg) und das marxistische Zentrum (insbesondere Karl Kautsky) erklärte die Parteiführung unter August Bebel den Revisionismus als Abkehr vom damaligen SPD-Programm der revolutionären Abschaffung der Klassengesellschaft. Diese Gegenpositionen zum Revisionismus wurden auch als „orthodoxer Marxismus“ zusammengefasst. In der Alltagspraxis verfolgte die Mehrheit der SPD jedoch einen Kurs, der heute als Realpolitik bezeichnet wird: Sie versuchte, durch Kompromisse mit der Monarchie Anerkennung bei den Eliten des Kaiserreichs zu finden. Im August 1914 gab sie ihre bis dahin vehement vertretene Ablehnung des Krieges innerhalb weniger Tage auf und trug die Kriegsentscheidung des Reichstags in Form der Zustimmung zu den Kriegskrediten nahezu geschlossen und für die ganze Dauer des Ersten Weltkriegs mit.
Die Systemopposition wurde also hier tatsächlich „revidiert“, auch wenn sie in der Theorie und im Programm noch festgehalten wurde. Das Abweichen vom ursprünglichen Kurs wurde als moderate, pragmatische und realitätsnahe Herangehensweise mehrheitsfähig, so dass das Festhalten am ursprünglichen Kurs als extreme, radikale, unrealistische und unmoderne Minderheitsmeinung erschien. Dieses Verlassen des Vorkriegskurses begriff die linke Minderheit als „Verrat“ der Parteiziele, den aber anfangs nur sehr wenige praktisch bekämpften. Der Flügelstreit in der Partei nahm während des Krieges erst wieder zu, als hohe Kriegsopfer, die russische Februarrevolution, Massenstreiks und der Kriegseintritt der USA die innenpolitische Lage verändert hatten. So kam es 1917 zur Abspaltung der Unabhängigen SPD von der Mehrheits-SPD. Im Verlauf der Novemberrevolution spaltete sich die Linke ihrerseits nochmals, indem sich die KPD gründete. Diese beanspruchte, als einzige politische Kraft der deutschen Arbeiterbewegung nicht „revisionistisch“ zu sein.
Die Kommunisten nutzten den Begriff sodann zur ideologischen Abgrenzung von der Politik der SPD-Regierung unter Philipp Scheidemann und Friedrich Ebert. Der KPdSU diente der Begriff seit 1923 zur Abgrenzung von allen Parteien der gescheiterten 2. Internationale. Seit etwa 1925 wurde er von Stalins Propaganda synonym mit „Sozialfaschismus“ verwendet.
Für die Sozialistische Einheitspartei Deutschlands in der 1949 gegründeten DDR und das ihr unterstehende Institut für Marxismus-Leninismus beim ZK der SED galten die Sozialistischen Monatshefte als „publizistisches Zentrum des internationalen Revisionismus“.
Der Vorwurf, die SPD entferne sich von ihren Grundwerten, wurde erneut vom linken SPD-Flügel erhoben, als die Partei am 15. November 1959 das Godesberger Programm verabschiedete. Mit dieser Revision ihrer Ziele erkannte die Partei nach dem Tod ihres ersten Nachkriegsvorsitzenden Kurt Schumacher die soziale Marktwirtschaft an und vollzog den Schritt von einer Klientel-Partei der Arbeiterschaft zur Volkspartei, die auch für bürgerliche Schichten wählbar sein wollte.

## Real existierender Sozialismus
Infolge des XX. Parteitags der KPdSU von 1956 versprach KPdSU-Chef Chruschtschow eine Entstalinisierung der Sowjetunion. Daraufhin kam es zum Bruch mit der Volksrepublik China. Deren Führer Mao Zedong bezeichnete die sowjetische Staatsideologie als „modernen Revisionismus“, der sich von den ursprünglichen Zielen von Karl Marx, Friedrich Engels, Lenin und Stalin abgewandt habe. Er wendete also die bis dahin gültige Grenzlinie zu allen sozialdemokratischen und reformistischen Ansätzen gegen die sowjetische Machtzentrale selbst.
Diese verstand ihre bedingte Abwendung von Stalin jedoch als Rückkehr zu den „wahren“ kommunistischen Zielen Lenins, der eine Demokratisierung nach erfolgreicher Sozialisierung der Produktionsverhältnisse in Russland in Aussicht gestellt hatte. Zu dieser Demokratisierung kam es jedoch damals nicht; dies wurde mit dem Einmarsch der Roten Armee in Ungarn im selben Jahr offenkundig. Daraufhin übernahmen Teile der deutschen Neuen Linken die chinesische Sprachregelung. Rudi Dutschke etwa bezeichnete den Staatssozialismus stets als „Revisionismus“, wobei er wiederum das chinesische System in diese Kritik einschloss. Für ihn waren diese „real existierenden“ Systeme weder Sozialismus noch Kommunismus noch auf dem Weg dorthin oder eine spätere „Entartung“, sondern sie verhinderten diesen für ihn strukturell ebenso wie der westliche Spätkapitalismus und Imperialismus.

## Geschichtsrevisionismus
Versuche, bestimmte historische Tatsachen und damit verbundene Sichtweisen der eigenen Geschichte zu revidieren, um ein wissenschaftlich anerkanntes Geschichtsbild zu bestreiten und zu verändern, gibt es in vielen Ländern. Sie sind oft eng mit politischen Zielen verknüpft.
In Deutschland beziehen sich Geschichtsrevisionisten vor allem auf Ereignisse im Zusammenhang beider Weltkriege. Sie bezweifeln, relativieren oder bestreiten unter anderem:
- den entscheidenden Anteil des Deutschen Kaiserreichs am Ausbruch des Ersten Weltkriegs 1914
- die Schuld des nationalsozialistischen Regimes am Ausbruch des Zweiten Weltkriegs 1939 (siehe Kriegsschuldfrage)
- die Helfer- und Vorbereiterrolle von Vertretern der Konservativen Revolution beim Aufstieg der NSDAP
- die Verbrechen der Wehrmacht im Zweiten Weltkrieg
- Planung, Durchführbarkeit, Ausmaß und wahrheitsgetreue Überlieferung des Holocaust.

Als gemeinsames Ziel gilt die allmähliche Rehabilitation oder Entlastung des Nationalsozialismus, um einen deutschen Nationalismus zu erneuern und zu stärken. Auf deutsche Geschichte bezogener Geschichtsrevisionismus gilt daher als zentraler und einigender Bestandteil des Rechtsextremismus und der Neuen Rechten.
Die Holocaustleugnung gilt als Kern dieser geschichtsrevisionistischen Umdeutungsversuche. Holocaustleugner bezeichnen sich oft als „Revisionisten“, um ihren Veröffentlichungen den Anschein einer unvoreingenommenen „Revision“ historischer Tatsachen zu geben. Deshalb fassen auch anerkannte Historiker Relativieren und Leugnen des nationalsozialistischen Völkermords im Begriff „Revisionismus“ zusammen.
Die meisten Historiker weisen Veröffentlichungen von Holocaustleugnern als Geschichtsklitterung, Geschichtsfälschung und Propaganda zurück und vermeiden möglichst, sie in den wissenschaftlichen Diskurs aufzunehmen. Ernst Noltes Versuch, den Holocaust zu relativieren, indem er ihn als Reaktion auf die Verbrechen des Stalinismus erklärte, wurde jedoch ab 1986 in der damaligen Bundesrepublik Deutschland intensiv diskutiert. Kernthema dieses Historikerstreits war nicht die Tatsächlichkeit, sondern die Singularität des Holocaust, die von den meisten am Streit beteiligten Historikern bestätigt wurde.

## Zionismus
Innerhalb des Zionismus entwickelte sich im ersten Drittel des 20. Jahrhunderts der revisionistische Zionismus, der sich vom zionistischen Mainstream, wie ihn etwa Chaim Weizmann vertrat, durch seine Gegnerschaft gegen den Sozialismus, seine bürgerliche Klientel und einen starken Nationalismus unterschied. Die revisionistischen Zionisten standen auf der rechten Seite des politischen Spektrums. Ihr wichtigster Protagonist Wladimir Zeev Jabotinsky betonte die Wichtigkeit politischen und diplomatischen Kampfes einschließlich militärischer Gewalt, der er Vorrang einräumte vor kulturellen Zielen. Innerhalb des revisionistischen Zionismus gab es die Strömung des revisionistischen Maximalismus, die zu einer Kooperation mit dem NS-Staat bereit war. Sie wurde von Jabotinsky während des Zweiten Weltkriegs aus der revisionistischen Bewegung gedrängt.